# تریسی گلد
تریسی گلد (انگلیسی: Tracey Gold؛ زادهٔ ۱۶ مهٔ ۱۹۶۹) یک هنرپیشه اهل ایالات متحده آمریکا است. وی از سال ۱۹۷۶ میلادی تاکنون مشغول فعالیت بوده‌است.

## بخشی از فیلمشناسی
از فیلم‌ها یا برنامه‌های تلویزیونی که وی در آن نقش داشته‌است می‌توان به آثار زیر اشاره کرد.
- بهترین زمان (۱۹۸۶)
- سران و سلاطین (۱۹۷۶)
- ریشه‌ها (مجموعه تلویزیونی ۱۹۷۷) (۱۹۷۷)
- مسائل اولیه (۱۹۸۵–۱۹۹۲)
- منطقه مرده (مجموعه تلویزیونی) (۲۰۰۳)